# Batalla de Kisvárda
La batalla de Kisvárda (en húngaro: kisvárdai csata) se libró en 1085 entre los ejércitos húngaros comandados por el rey San Ladislao I de Hungría y los ejércitos invasores paganos de los cumanos comandados por el Príncipe Kutesk. Los cumanos fueron derrotados.

## Antecedentes del conflicto
Las tribus cumanas paganas atacaron Hungría durante todo el siglo XI, realizando aventuramientos muy similares a los que los húngaros condujeron durante su vida seminómada y precristiana. En 1068 el rey Salomón de Hungría y sus primos los príncipes San Ladislao y Géza, vencieron a los cumanos guiados por Ozul en la batalla de Cserhalom. Luego de que Ladislao fuese coronado rey en 1077, también debió enfrentar varios ataques cumanos y pechenegos, de otros ejércitos que arribaron a territorios húngaros. Precisamente uno de ellos se llevó a cabo en 1085 cerca de la localidad de Kisvárad en Hungría.

## La Batalla
Los cumanos entraron al reino desde Moravia y primeramente entraron a los territorios húngaros de Ung y Borsova, siendo comandados por el Príncipe Kutesk. El Príncipe cumano recibió asistencia del derrocado rey Salomón de Hungría que vivía en exilio luego de haber atentado varias veces contra su primo San Ladislao, y así, ante la petición del rey depuesto, Kutesk movilizó sus tropas para atentar contra el rey santo.
Los ejércitos cristianos húngaros de Ladislao barrieron con los invasores cumanos, y los obligaron a huir hacia las fronteras. Muchos de ellos se asentaron en territorio húngaro y adoptaron el estilo de vida cristiana europea, asimilándose dentro a la población local.